# Верхнелатышский диалект

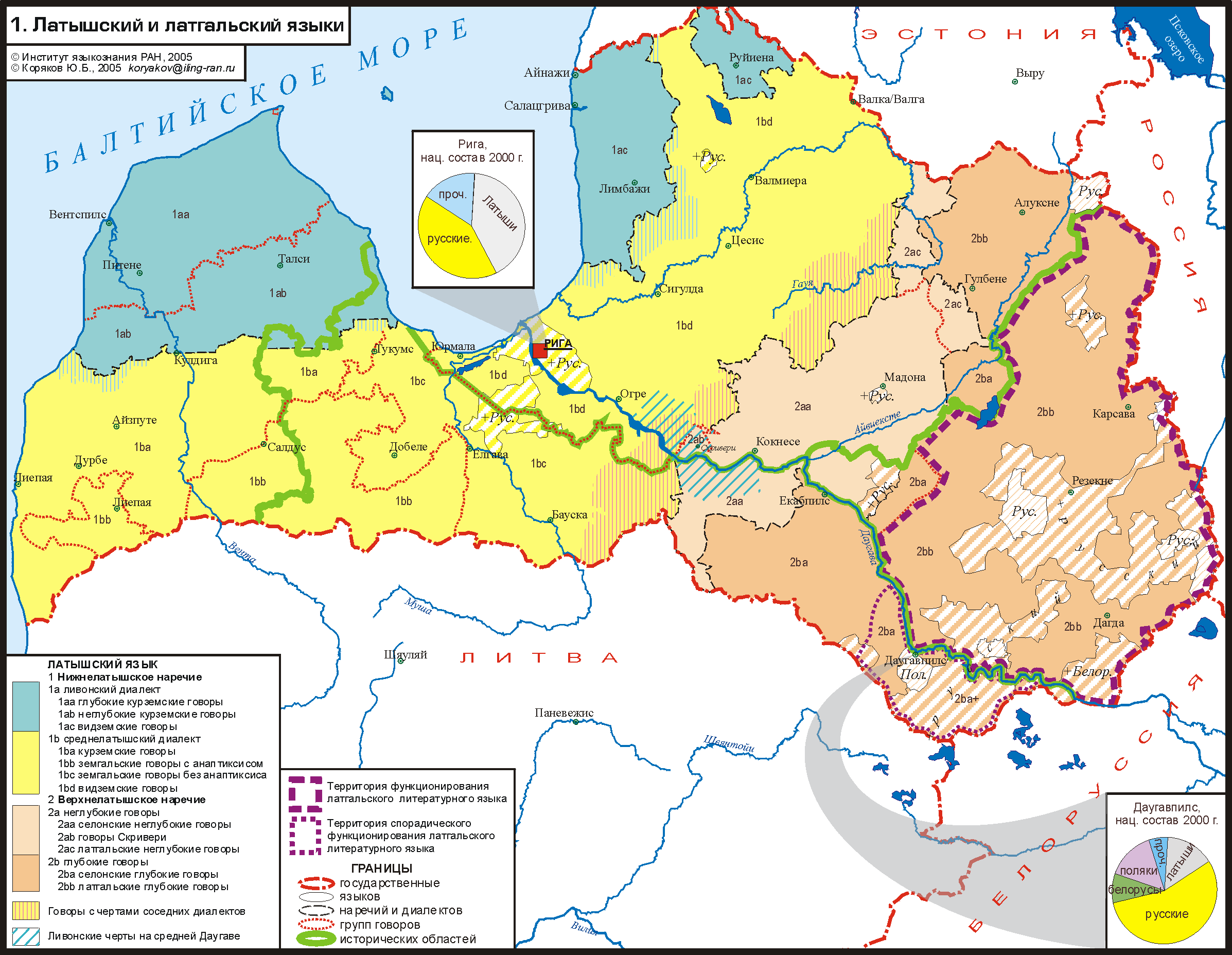
Ареал верхнелатышского диалекта на карте распространения латышского и латгальского языков

Верхнелаты́шский диале́кт (также верхнелатышское наречие, латгальский диалект, восточнолатышский диалект, аугшземский диалект; латыш. augšzemnieku dialekts, augšzemnieku izloksnes; лит. aukštaičių tarmė (sėliškosios ir latgališkosios patarmės)) — один из трёх диалектов латышского языка. Распространён в восточных районах Латвии — в Латгалии, Аугшземе и на востоке Видземе. Верхнелатышский диалект иногда противопоставляют близким друг другу ливонскому и среднелатышскому, которые объединяют вместе как нижнелатышские диалекты.
От нижнелатышских диалектов верхнелатышский отличается как особой фонетической системой, так и особенностями в грамматике и лексике. Верхнелатышский диалект сильнее всего подвергся влиянию славянских языков.

## Латгальский язык

Диалекты латышского языка

На основе части верхнелатышских говоров с XVII—XVIII веков развивается латгальский литературный язык. Латвийское законодательство даёт следующее определение латгальского идиома: «Латгальский письменный язык как историческая разновидность латышского языка». Ряд лингвистов рассматривают латгальский идиом как самостоятельный балтийский язык наряду с литовским и латышским. В случае выделения двух языков, латгальского и латышского, западная часть верхнелатышского ареала выступает как переходная диалектная зона между латгальским и латышским языками. Вследствие трудности понимания латгальского идиома носителями нижнелатышских диалектов, взаимопонимание латгалов и латышей может быть затруднено.

## Классификация
По ряду особенностей в области фонетики и морфологии верхнелатышские говоры делят на глубокие и неглубокие, распространённые в восточной (глубокие) и западной (неглубокие) частях верхнелатышского ареала. В свою очередь, в глубоких и неглубоких говорах выделяют селонские и неселонские (латгальские) говоры:
- неглубокие (неглубинные, западные) говоры (латыш. nedziļās izloksnes)[10]:
  - селонские неглубокие говоры (латыш. sēliskās nedzīļās izloksnes) — распространены в западной Латгалии[11];
  - латгальские (неселонские) неглубокие говоры (латыш. latgaliskās (nesēliskās) izloksnes) — распространены на северо-востоке Видземе[12];
  - говоры Скривери — распространены в окрестностях населённого пункта Скривери.
- глубокие (глубинные, восточные) говоры (латыш. dziļās izloksnes)[13]:
  - селонские глубокие говоры (латыш. sēliskās dziļās izloksnes) — распространены в Аугшземе[11];
  - латгальские (неселонские) глубокие говоры (латыш. latgaliskās (nesēliskās) izloksnes) — распространены в северных, восточных, южных и центральных районах Латгалии[12].

Согласно классификации А. Гатерса, верхнелатышсский диалект дифференцируется на глубокие верхнелатышские говоры Латгалии, селонские верхнелатышские говоры, северную зону перехода к среднелатышскому, центральную зону перехода к среднелатышскому и южную зону перехода к среднелатышскому.

## Область распространения
Ареал верхнелатышского диалекта размещён в восточных районах Латвии в историко-этнографических областях Видземе (в её северо-восточной части), Аугшземе и Латгалии.
Область распространения верхнелатышского диалекта на востоке граничит с ареалом русского языка, на юго-востоке — с ареалом белорусского языка, на юго-западе — с ареалом литовского языка. На западе к области распространения верхнелатышского диалекта примыкают ареалы земгальских и видземских говоров сределатышского диалекта. В ряде районов верхнелатышского ареала также широко распространён русский язык, особенно в восточных и южных частях Латгалии.
В некоторых верхнелатышских говорах на средней Даугаве распространены черты ливонского диалекта.

## Диалектные особенности
Для верхнелатышского диалекта характерны такие фонетические особенности, как:
1. Отсутствие различий между длительной и нисходящей слоговой интонацией: [mùosa] (латыш. литер. māsa [mā̃sa]) «сестра»; [p’ī̀nc] (латыш. литер. piens [piẽns]) «молоко».
2. Переход открытого ę > [a], ę̄ > [ā]: [vacs] (латыш. литер. vecs [vęcs]) «старый»; [dā́ls] (латыш. литер. dēls [dę̄̂ls]) «сын».
3. Переход закрытого ē > [ę̄] или [ie]: [vę̄̀rp] (латыш. литер. vērpj [vḕrpj]) «он (она, они) прядёт (прядут)»; [v’ìeiɪ̯s’] (латыш. литер. vējš [vē̃ɪ̯š]) «ветер».
4. Переход гласной a > o: [mola] (латыш. литер. mala [mala]) «край», «берег».
5. Переход ā > [āa̯], [āo], [ō], [oā], [oa], [uo]: [mṑja] (латыш. литер. māja [mā̃ja]) «дом»; [uôda] (латыш. литер. āda [ā̂da]) «кожа», «шкура», «мех».
6. Переход ī > [īɪ̯], [ei]: [vī̑ɪ̯rs], [v’èirs] (латыш. литер. vīrs [vī̀rs]) «муж».
7. Переход ū > [ūu̯], [iu], [yu̯], [eu], [ou]: [ūu̯dènc] (латыш. литер. ūdens [ū̂dènc]) «вода».

### Комментарии
1. ↑  Говоры ливонского, среднелатышского и верхнелатышского диалектов являются взаимопонимаемыми.